# 許嫁 (プリンセスソフト)
『許嫁』（いいなずけ）は2007年4月26日（木曜日）にプリンセスソフトより発売されたPlayStation 2用ゲームソフト。同年12月6日には廉価版『許嫁【プリンセスソフト・コレクション】』も発売された。 

## 概要
他のゲーム会社により制作されたアダルトゲームやエンターブレインの雑誌『マジキュー』に連載された読者参加型ゲームなどを原作としない、プリンセスソフトのオリジナル作品としては第6作目に当たる。中世ヨーロッパ風のファンタジー世界を舞台とした恋愛アドベンチャーゲームで主要なヒロイン数は5人。CEROレーティングではC区分（15歳以上対象）。
真優の歌う主題歌『花ふる!』やゲーム中のBGMが全18曲収録された特典サウンドトラックCD『花ふる! さうんどこれくしょん』が付属の初回限定版も同時に発売。さらに、メーカー特典としてA4サイズのクリアファイルとポストカード3枚組も付属され、またソフマップ、メッセサンオーなどの各店舗別にオリジナルテレカも付属。

## あらすじ
人口がたった40人足らずの田舎の小さな農村「タウデリ村」に暮らしていた青年ケイトとその妹セリナは、病により母親が他界した事により自分達の祖父だというイツァムナー王国のミシェール伯爵に引き取られることとなる。しかしケイトはミシェール家の政略により伯爵の孫娘リーゼを許嫁にされてしまい、そのまま同居までさせられることになった。
リーゼと同じ学園に転入し、ミシェール家の次期当主となるための学業に励みながら、クラスメイトのカリンやメイドのリシア、リーゼの姉ローラなど沢山の美少女に囲まれ暮らすこととなった。

## 登場人物

### メインキャラクター
ケイト・フェリクス（Kate Felix）
年齢 - 15歳（学園2年生） / 身長 - 162cm / 誕生日 - 10月7日（てんびん座） / 血液型 - O型
本編の主人公。「ケイト」という女性のような名だが、れっきとした男性。ミシェール伯爵の娘であるシルバーナと、彼女と駆け落ちして結婚した考古学者マッテオ・フェリクスとの間に生まれた。シルバーナはケイトが幼い頃に病死し、その後はマッテオの2番目の妻であるステファニアによって育てられる。そのステファニアも数年前に事故死し、父親マッテオさえも行方が不明となってしまったため、妹のセリナと共にミシェール家に預けられることとなる。ハンサムな顔を持つ好青年だが、異性と付き合うことはあまり得意ではなく、やや頼りない性格。趣味、そして唯一の特技はあやとり。許嫁となったリーゼをはじめ、沢山の美少女に囲まれた慌しい毎日を送ることとなる。
スティンリーゼ・グラナ・ミシェール（Stinreze Grana Mishal）
声 - 石村美空
年齢 - 15歳（学園2年生） / 身長 - 160cm / 体重 - 48kg / B83・W57・H85 / 誕生日 - 3月24日（おひつじ座） / 血液型 - A型
イツァムナー王国の首都アクロポリスに栄える貴族・ミシェール家の令嬢でケイトのいとこ。愛称はリーゼ。両親と祖父、そして姉のローラとの5人家族。プライドが高く、素直ではない性格で政略により無理やりケイトの許嫁にされたことに納得がゆかず、やたらと彼のことを嫌っている。しかし、なんだかんだと言ってドジで情けないところのあるケイトの世話を焼いてしまう。頭が良い優等生で特に詩吟の才能に恵まれる。学園では演劇部に所属しており、自らの名の由来となった伝説の宮廷詩人・スティンローゼの役を演じる。
スティンリーゼとその姉であるスティンローラは太古の昔に生きた伝説の吟遊詩人スティンローゼの生まれ変わり。優れた詩人であったスティンローゼは神々に愛され、その伴侶となることを求められた。しかし、彼女は神々と同時に一人の人間の男性をも愛してしまったため、神々の怒りに触れてしまう。結果、彼女は神々の手によって呪いをかけられ、その効果は魂がリーゼとローラという二人に分かれて生まれ変わった現在もなお続いている。
リーゼのルートのバッドエンディングでは、リーゼは病により他界、姉のローラが妹の遺志を継いで吟遊詩人となる。グッドエンディングではリーゼは生き延びるが、その代わりローラがリーゼの身代わりとなってこの世を去る。
セリナ・フェリクス（Serina Felix）
声 - 岡田純子
年齢 - 14歳（学園1年生） / 身長 - 159cm / 体重 - 45kg / B77・W54・H80 / 誕生日 - 10月7日（てんびん座） / 血液型 - O型
ケイトの1歳下の妹。ケイトの父マッテオの2番目の妻ステファニアの連れ子であり、実はケイトとは血縁関係はないのだが本人はそのことを知らない。実の父親はフェリチェ・ラッザーリという男性。心優しく、ケイトの世話をするのが好きなしっかり者。動物も好きで、学園では乗馬部に入る。やや内向的な性格だが人付き合いは苦手というわけではない。ただ、田舎育ちだったのでやや世間知らずなところがある。自分の体型がやや子供っぽいことが悩み。
カリン・パスティール（Karin Pastel）
声 - 力丸乃りこ
年齢 - 15歳（学園2年生） / 身長 - 155cm / 体重 - 45kg / B82・W56・H81 / 誕生日 - 8月8日（しし座） / 血液型 - O型
ケイトのクラスメイトの少女。ツインテールにした金髪が特徴。どこかのハタモトの娘であるらしく、剣術が得意で「わらわは～なのじゃ」など古風な言葉を使う。「世直し」が趣味で悪を成敗することを目標としており学園内では少々浮いてしまっているが、根は素直で元気な女の子。好奇心旺盛で何か事件が起こるとすぐに首を突っ込みたがる。運動や魔法は得意だが、その他の勉強は苦手。また、カタツムリやナメクジも苦手である。アイーシャという名の護衛役のメイドロボをいつも連れている。どうやら謎の刺客にその命を狙われている模様。
カリンは自らを「貧乏ハタモトの3番娘」と称しているが、その正体はイツァムナー王国の第一王女カトリンジェ姫殿下であり、身分を隠した上で学園にも通っている。「パスティール」という偽名はカリンが大好きなプリンのメーカーである「パスティール社」に由来する。
アリエル（Ariel）
声 - 結本ミチル
年齢 - 15歳 / 身長 - 150cm / 体重 - 37kg / B75・W53・H77 / 誕生日 - 3月15日（うお座） / 血液型 - O型
ケイトが海辺で出会った少女。両親はおらず、幼い頃から旅芸人集団「ジェローリオ一座」の踊り子として生きてきたため、学校にも通えず字も満足に読めない。のんびりとした性格で晴れた日の海で貝殻を集めるのが好き。体が小さく、ドジで普段は転ぶことが多いが海の神に捧げる踊りの腕前は抜群であり、その幻想的な様子から「海の花嫁」と呼ばれている。いつもペットのオコジョ「ピノ」を肩に乗せている。
由重 紗桜（よしえ さくら / Sakura Yoshie）
声 - 本間ゆかり
年齢 - 15歳 / 身長 - 157cm / 体重 - 48kg / B86・W59・H88 / 誕生日 - 7月7日（かに座） / 血液型 - B型
遥か東の島国・ジパング（倭国）からやってきた少女。代々巫女の家系に生まれ、養父から学んだ呪術を使役することができる。言葉遣いが丁寧な大和撫子だが、世間知らずな箱入り娘で異性との交際経験もなく、やや天然ボケが入っている。なぜかリーゼとはやたら仲が悪く、互いに張り合うことが多い。阿倍雷道という名の陰陽師にその秘術を狙われているらしい。

### サブキャラクター
スティンローラ・グラナ・ミシェール
声 - すずきけいこ
リーゼの1歳上の姉。愛称はローラ。リーゼとは逆に控えめで大人しい性格であり誰にでも優しい。リーゼと同じ演劇部に入っているが、人前に出ることが苦手であるため、役者として舞台で演じることはなく、専ら衣装や小道具製作などの裏方に徹している。ベルジエリ・トゥンベルグという名の婚約者がいる。なお、アリエルのルートのバッドエンディングではケイトはローラと結ばれている。
リシア
声 - 永田佳代
ミシェール家に仕えるメイドの少女。リーゼやローラとは年が近いこともあり仲が良く、互いに軽口を叩く間柄。明るい性格と礼儀正したを兼ね備えた理想的な侍女だが、かなりの毒舌の持ち主でもある。
アイーシャ
声 - 田中涼子
カリンのボディガードとして彼女が5歳の頃から仕えている戦闘型の機械人形。クールで理知的であり表情の変化は少ないが、外見は普通の人間と見分けが付かず、カリンと共に学園にも通っている。かつてはシェルという少年に仕えていた。
クリスティーヌ
声 - 永田佳代
ケイトとセリナがミシェール家へ行く途中で出会った狐の神様（お稲荷様）。日本の着物のような服を着て、狐の耳と尻尾がついている。この世界では割と有名な神様なのだが、性格はわがままでいたずら好き。語尾に「～ミャ」を付けて話す。
バジル
ケイトのクラスメイトの少年。明るい性格で少々騒がしいところもあるが人情に厚く、周りからは慕われている。
トーマス
セリナと同じ学園1年生である金髪の少年。文武両道な上ハンサムであり、女生徒から人気がある。セリナに好感を持っている。
イドル
アクロポリス中央学園の体育教師でケイトたちのクラス担任。乗馬部の顧問を務めている。姿絵は存在しない。
コロッティ・グラナ・ミシェール
ミシェール家の現当主である男爵でリーゼとローラの父。おとなしくあまり目立たない。政治的権力も持っておらず父であるアントニォーヌ伯爵の陰に隠れてしまっている。
エリザーロワ・グラナ・ミシェール
声 - 田中涼子
コロッティの妻でリーゼとローラの母親。良家からミシェール家に嫁いできた。若く美しく、心優しい。セリナにとっては憧れの女性。
アントニォーヌ・グラナ・ミシェール
ミシェール家の前当主だった伯爵。王国内でも特に力を持つ貴族でリーゼとローラの祖父。ケイトの母方の祖父でもあり、フェリクス兄妹をミシェール家に引き入れた。また、恩人で博学な紗桜のことが気に入り、二人の家庭教師とした。頑固者でリーゼをケイトの許嫁にした張本人。
アンナ
ミシェール家の料理長の女性。恰幅の良いおばさん。
ミセス・ピザン
声 - 田中涼子
ミシェール家のメイド長を任されている夫人。
セルバンテス
ミシェール家の執事を務める老人。男性の使用人たちを主に指揮する。
マチルダ
声 - 本間ゆかり
アリエルと同じジェローリオ一座に所属する踊り子の女性。剣を使った踊りが得意。高慢な性格で、自分より人気を集めているアリエルのことをあまり良く思っていない。
ラハラド
世界各地を放浪する剣士であり医師でもあるという謎の男。同じ剣士であるカリンとは知り合いで、アリエルとも仲が良い。
阿倍 雷道（あべの らいどう）
紗桜の生まれた東国から彼女を追ってきた陰陽師。厳かな雰囲気を醸し出す大柄な男。
ユークリッド
古代の王国をかつて危機から救ったとされる伝説の英雄。国を覆った闇を神器によって打ち払い、人々に平和をもたらしたと伝えられる。演劇の題目として取り上げられることも多い。カリンが憧れている人物。
ジェラルディン
声 - 岡田純子
ユークリッドの妻。闇の王に囚われたが、ユークリッドによって救い出されたとされる。

## ゲームシステム
本作品はテキストを進め、主人公ケイトの行動をいくつかの場面に登場する選択肢によって決定し、それによってその後の展開が変化するという一般的なアドベンチャーゲームである。選ぶべき選択肢を誤った場合にはメニュー画面にある「前の選択肢」機能を使うことで一つ以前の選択肢箇所まで場面を巻き戻すことができる。この機能は1プレイにつき8回まで使用可能。
本作にはリーゼ、セリナ、カリン、アリエル、紗桜という5人のメインヒロインが登場するが、このゲームでは開始直後の選択肢によって「リーゼ、カリン、アリエルの攻略ルート」と「セリナ、紗桜の攻略ルート」の大きく2つにストーリーが分岐する。ただし初回プレイで登場するのはリーゼ、セリナ、カリンの3人のみである。アリエルは最初カリンのルートにサブキャラクターとして登場し、カリンとのハッピーエンドを迎えると攻略可能となる。紗桜はセリナのエンディングを迎えた後に登場する。エンディングはセリナに1つ、その他の4ヒロインに2つずつ、計9つ。
なお、本作はアダルトゲームではないのでいわゆるHシーンは存在しないが、カリンとアリエルのルートには2人がケイトと性行為に及んだことを表す描写がある。
9つのエンディング全てを迎えると出演声優の感想メッセージを聞けるようになる。リーゼ役の石村美空は本作『許嫁』以外に出演作が確認されていない。

## 制作スタッフ
- 原画・キャラクターデザイン - きみづか葵、きのはらひかる
- シナリオ - 御子石大郁 他
- 音楽 - 大田雄一（team RETRONICA）、朝倉健介
- ムービー - KIZAWA studio
- 制作 - プリンセスソフト

## 主題歌
花ふる!
作曲 - 猫野こめっと / 作詞 - 白木秀斉 / 歌 - 真優